# 黄翠玉
黄翠玉（1943年12月—），女，福建泉州人，印度尼西亚归侨，中华人民共和国政治人物，曾任扬州市人民政府副市长，中共扬州市委副书记，江苏省人民政府侨务办公室主任，中华全国归国华侨联合会副主席，第九届全国人大代表。